# Götz Voppel
Götz Voppel (* 10. Juli 1930 in Leipzig; † 13. April 2025) war ein deutscher Wirtschaftsgeograph und Hochschullehrer.

## Leben
Götz Voppel absolvierte von 1951 bis 1955 an der Universität zu Köln ein Studium der Volkswirtschaft, Wirtschaftsgeographie und Verkehrswissenschaft mit Diplom im Jahre 1955. Er wurde ebenfalls dort 1958  mit einer Arbeit über Passiv- und Aktivräume und verwandte Begriffe der Raumforschung im Lichte wirtschaftsgeographischer Betrachtungsweise erläutert an Wirtschaftslandschaften Deutschlands promoviert. Er habilitierte sich 1963 mit der Arbeit Die Aachener Bergbau- und Industrielandschaft. Eine wirtschaftsgeographische Studie.
Voppel lehrte dann bis 1965 in Köln als Privatdozent für Wirtschafts- und Sozialgeographie, anschließend bis 1970 als außerplanmäßiger Professor. Nach einem Ruf an die Technische Hochschule Hannover lehrte er dort bis 1976 als ordentlicher Professor für Wirtschaftsgeographie. Er war in Hannover von 1972 bis 1974 Dekan. 1976 kehrte er nach Köln zurück und wurde dort ordentlicher Professor für Wirtschafts- und Sozialgeographie sowie Direktor des Wirtschafts- und Sozialgeographischen Instituts. Er war in Köln von 1993 bis zu seiner Emeritierung 1995 Dekan.
Voppel war Mitglied und Leiter des Partnerschaftsteams Köln-Kabul/Afghanistan (1964–1966) und Mitglied der Braunschweigischen Wissenschaftlichen Gesellschaft (1975). Er amtierte von 1981 bis 1997 als Vorsitzender der Gesellschaft für Erdkunde Köln.

## Schriften
- Verkehrsgeographie (Erträge der Forschung), 1980 Darmstadt: Wissenschaftliche Buchgesellschaft, ISBN 9783534080557
- Die Industrialisierung der Erde, 1990 Teubner Studienbücher der Geographie, ISBN 9783519034278
- Wirtschaftsgeographie, 1999 Teubner Studienbücher der Geographie, ISBN 9783519034445